# مدل زیست‌روان‌اجتماعی

مدل زیست‌روان‌اجتماعی برای سلامت

مدل زیست‌روان‌اجتماعی (به انگلیسی: Biopsychosocial model)، یک مدل میان‌رشته‌ای است که به ارتباط متقابل بین زیست‌شناسی، روان‌شناسی و عوامل اجتماعی - محیطی می‌پردازد. این مدل به‌طور خاص بررسی می‌کند که چگونه این جنبه‌ها در موضوع‌های گوناگون از سلامت و بیماری گرفته تا رشد بدن انسان نقش دارند. این مدل برای نخستین بار توسط جورج ال. انگل در سال ۱۹۷۷ مورد حمایت قرار گرفت و به جایگزینی برای چیرگی زیست‌پزشکی در بسیاری از سیستم‌های مراقبت بهداشتی تبدیل شد.